# Polyvinyl

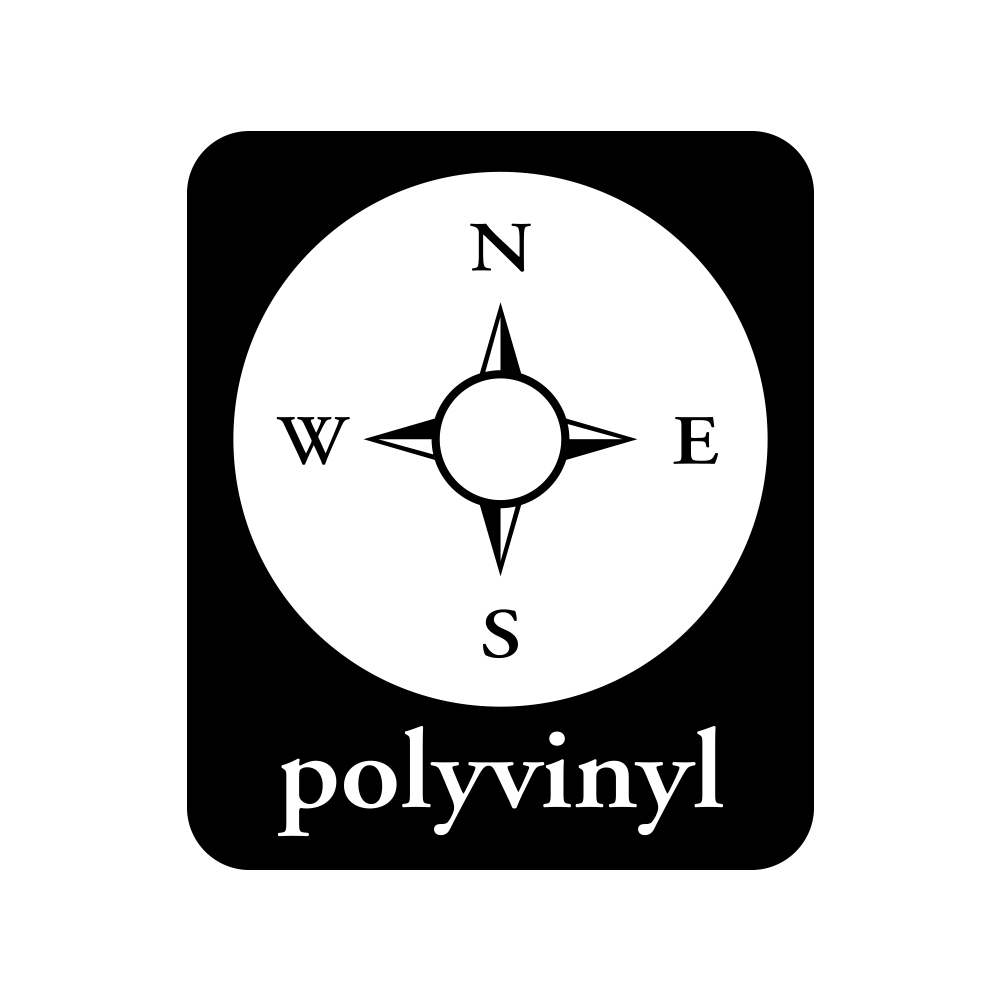
Polyvinyl Record Co. logotyp

Polyvinyl Record Co. är ett amerikanskt skivbolag med säte i Champaign, Illinois. Skivbolaget fokuserar indierock och indiepop.

## Nuvarande artister
- 31Knots
- Aloha
- Architecture in Helsinki
- Asobi Seksu
- Casiokids
- Headlights
- Ida
- James Husband
- Japandroids
- Joan of Arc
- Loney Dear
- Love Is All
- of Montreal
- Owen
- Cale Parks
- Picastro
- Someone Still Loves You Boris Yeltsin
- Starfucker